# Саут Хантингтон (Њујорк)
Саут Хантингтон (енгл. South Huntington) насељено је место без административног статуса у америчкој савезној држави Њујорк.

## Демографија
По попису из 2010. године број становника је 9.422, што је 43 (-0,5%) становника мање него 2000. године.
| Група             | 2000.         | 2010.         |
| Белци             | 8.598 (90,8%) | 7.741 (82,2%) |
| Афроамериканци    | 80 (0,8%)     | 218 (2,3%)    |
| Азијати           | 336 (3,5%)    | 551 (5,8%)    |
| Хиспаноамериканци | 356 (3,8%)    | 756 (8,0%)    |
| Укупно            | 9.465         | 9.422         |